# بحيرة لوغانو
بحيرة لوغانو هي بحيرة جليدية تقع في الحدود بين جنوب سويسرا وشمال إيطاليا. البحيرة أخذت أسمها من مدينة لوغانو.